# Liste von CubeSats

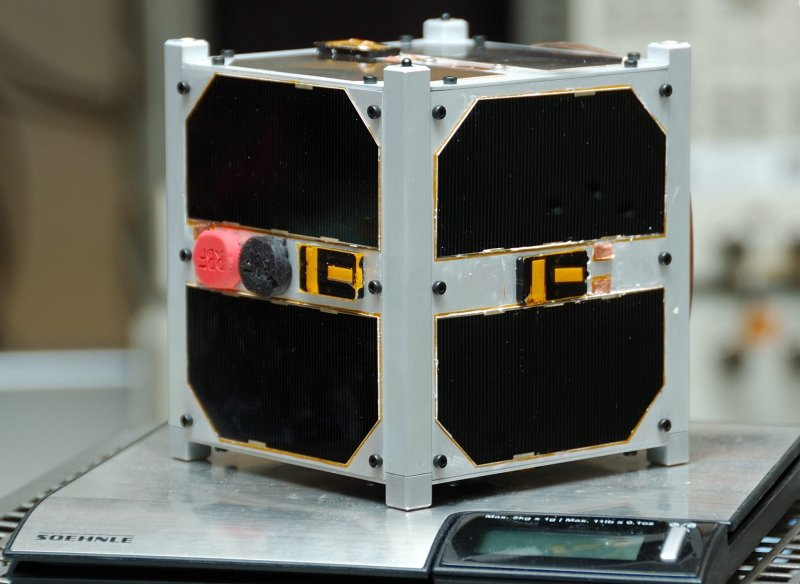
CubeSat ESTCube-1

Die Liste von CubeSats enthält eine Auswahl gestarteter Satelliten im CubeSat-Format.

## Bisherige Starts (Auswahl)

### 2003
Am 30. Juni 2003 wurden mehrere CubeSats von Universitäten und ein kommerzieller CubeSat auf einer Rockot-Rakete vom russischen Weltraumbahnhof Plessezk gestartet.
- AAU CubeSat (Ålborg Universitetscenter, Dänemark)
- QuakeSat (QuakeFinder, Dreifach-CubeSat)
- DTUsat-1 (Dänemarks Technische Universität)
- CUTE-1 (Tokyo Institute of Technology, Japan)
- XI-IV (Universität Tokio, Japan)
- CanX-1 (University of Toronto, Kanada)

### 2005
Am 27. Oktober 2005 brachte eine Kosmos-3M ebenfalls von Plessezk aus drei CubeSats im Rahmen der SSETI-Express-Mission ins All.
- nCube-2 (Technisch-Naturwissenschaftliche Universität Norwegens)
- XI-V (Universität Tokio, Japan)
- UWE-1 (Universität Würzburg, Deutschland)

### 2006
Am 21. Februar 2006 wurde ein einzelner CubeSat mit einer japanischen M-V-Rakete vom Uchinoura Space Center in den Orbit befördert.
- CUTE-1.7 + APD (Tokyo Institute of Technology, Japan, Doppel-CubeSat)

Am 26. Juli 2006 wurden beim Fehlstart der russischen Dnepr-Rakete vierzehn CubeSats zerstört.
- AeroCube 1 (kommerziell)
- CP 1 (California Polytechnic State University, USA)
- CP 2 (California Polytechnic State University, USA)
- ICECube 1 (Cornell University, USA)
- ICECube 2 (Cornell University, USA)
- ION (University of Illinois, USA, Doppel-CubeSat)
- HAUSAT 1 (Hankuk Aviation Universität, Korea)[1]
- KUTESat (University of Kansas, USA)
- Mea Huaka'i (Voyager) (University of Hawaiʻi, USA)[2]
- MEROPE (Montana State University, USA)
- nCube-1 (Technisch-Naturwissenschaftliche Universität Norwegens)
- RINCON-1 (University of Arizona, USA)
- SACRED (University of Arizona, USA)
- SEEDS (Nihon-Universität, Japan)

Am 16. Dezember 2006 startete ein einzelner CubeSat mit einer Minotaur-I-Rakete vom Mid-Atlantic Regional Spaceport.
- GeneSat-1 (NASA, Dreifach-CubeSat)

### 2007
Am 17. April 2007 starteten sieben CubeSats mit einer russischen Dnepr-Rakete.
- AeroCube 2 (kommerziell)
- CAPE-1 (University of Louisiana at Lafayette, USA)
- CP 3 (California Polytechnic State University, San Luis Obispo, USA)
- CP 4 (California Polytechnic State University, San Luis Obispo, USA)
- CSTB 1 (Boeing)
- Libertad 1 (Sergio Arboleda University, Kolumbien)
- MAST (Tethers Unlimited, Seattle, USA, Dreifach-CubeSat)

### 2008
Bei einem Start einer Polar Satellite Launch Vehicle vom Indischen Satish Dhawan Space Centre auf Sriharikota wurden folgende CubeSats am 28. April 2008 im Rahmen der NLS 2-Mission gestartet:
- AAU-Cubesat 2 (Ålborg Universitetscenter, Dänemark)
- CanX-2 (University of Toronto, Kanada)
- COMPASS-1 (FH Aachen, Deutschland)
- CUTE-1.7 + APD II (Tōkyō Kōgyō Daigaku, Japan)
- Delfi-C3 (Technischen Universität Delft, Niederlande, Dreifach-CubeSat)
- SEEDS 2 (Nihon-Universität, Japan)

Am 3. August 2008 starteten zwei NASA Ames CubeSats mit der Falcon 1 (Flug 3) von den Kwajalein-Atoll-Startanlagen (U.S.). Diese CubeSats gingen mit dem Fehlschlag der Stufentrennung verloren:
- PRESat, Ames Research Center
- NanoSail-D, Ames Research Center
- CanX-2 der University of Toronto, Kanada
- CanX-6 der University of Toronto, Kanada

### 2009
Am 23. September 2009 startete ebenfalls eine PSLV-Rakete vom Satish Dhawan Space Centre auf Sriharikota mit vier CubeSats an Bord.
- SwissCube in Zusammenarbeit Schweizer Hochschulen: École polytechnique fédérale de Lausanne, Universität Neuenburg, Haute Ecole d'Ingénierie et de Gestion du Canton de Vaud, Haute Ecole Valaisanne, Haute Ecole Arc Ingénierie, Ecole d'ingénieurs et d'architectes de Fribourg, Fachhochschule Nordwestschweiz
- BeeSat (Technische Universität Berlin, Deutschland)
- UWE-2 (Universität Würzburg, Deutschland)
- ITU-pSat (İstanbul Teknik Üniversitesi, Türkei)[5]

### 2010
- TIsat-1 von der Scuola universitaria professionale della Svizzera italiana (SUPSI), Schweiz

### 2011
- Hermes der University of Colorado at Boulder, USA
- AubieSat-1 der Auburn University, USA

### 2012
- F-1 der FPT University, Vietnam[6]

### 2013
- ESTCube-1 der erste estnische Satellit. Start am 7. Mai 2013 von Kourou, Französisch-Guayana
- First-MOVE der Technischen Universität München, Deutschland. Start am 21. November 2013 vom Kosmodrom Jasny
- KySat-2 von einem Zusammenschluss von fünf Universitäten des Bundesstaates Kentucky, USA
- STARD CubeSat Projekt (SOMP) an der TU Dresden, Deutschland
- UWE-3 (Universität Würzburg, Deutschland)

### 2014
- KickSat flog 18. April–15. Mai 2014 (UTC), ein Crowdfunding-Projekt von Zachary R. Manchester über Kickstarter, das über 100 personalisierte „Sprites“ (Femtosatelliten) freisetzen sollte
- CanX-5 der University of Toronto, Kanada

### 2015
- Chasqui-1 der Universidad Nacional de Ingeniería aus Lima, Peru

### 2016
- OUFTI-1 (Université de Liège, Belgien)
- SamSat 2018D, russischer Ausbildungssatellit
- AX-1, (AOXIANG ZHIXING) erster 12U-CubeSat der Welt aus China
- CanX-7, Universität Toronto

### 2017
- Fox-1B, US-amerikanischer Amateurfunksatellit
- LilacSat-1, chinesischer Amateurfunksatellit
- Max Valier Sat, italienischer Astronomiesatellit und Amateurfunksatellit
- Nayif 1, ein Amateurfunksatellit aus den Vereinigten Arabischen Emiraten
- PEGASUS, ein Amateurfunksatellit aus Österreich

### 2018
- Fox-1D (AO-92), US-amerikanischer Amateurfunksatellit
- PicSat, französischer Astrometriesatellit zur Untersuchung exoplanetarer Transite
- STEP CUBE LAB auch STEP-1, der Universität Chonsun, Südkorea
- CICERO 7, der Firma GeoOptics, USA
- Orbital Reflector (ORS-1) ist Weltraumkunstwerk von Trevor Paglen und dem Nevada Museum of Art, USA
- JY1Sat, jordanischer Amateurfunksatellit
- Fox-1Cliff (AO-95), US-amerikanischer Amateurfunksatellit
- UWE-4 (Universität Würzburg, Deutschland)

### 2020
- Napa-1, militärischer Überwachungssatellit der Luftwaffe Thailands
- TTÜ100, estnischer Erprobungssatellit

### 2021
- LICIACube im Rahmen der Mission Double Asteroid Redirection Test

### 2022
- ADLER-1, Weltraumschrott-Erkunder des Österreichischen Weltraum Forums